# Gelsenkirchen-Erle
Gelsenkirchen-Erle is een stadsdeel van Gelsenkirchen (Noordrijn-Westfalen). Het telt ongeveer 27.000 inwoners en ligt ten noorden van het Rijn-Hernekanaal en de Emscher op ongeveer 6 km van het centrum van Gelsenkirchen.

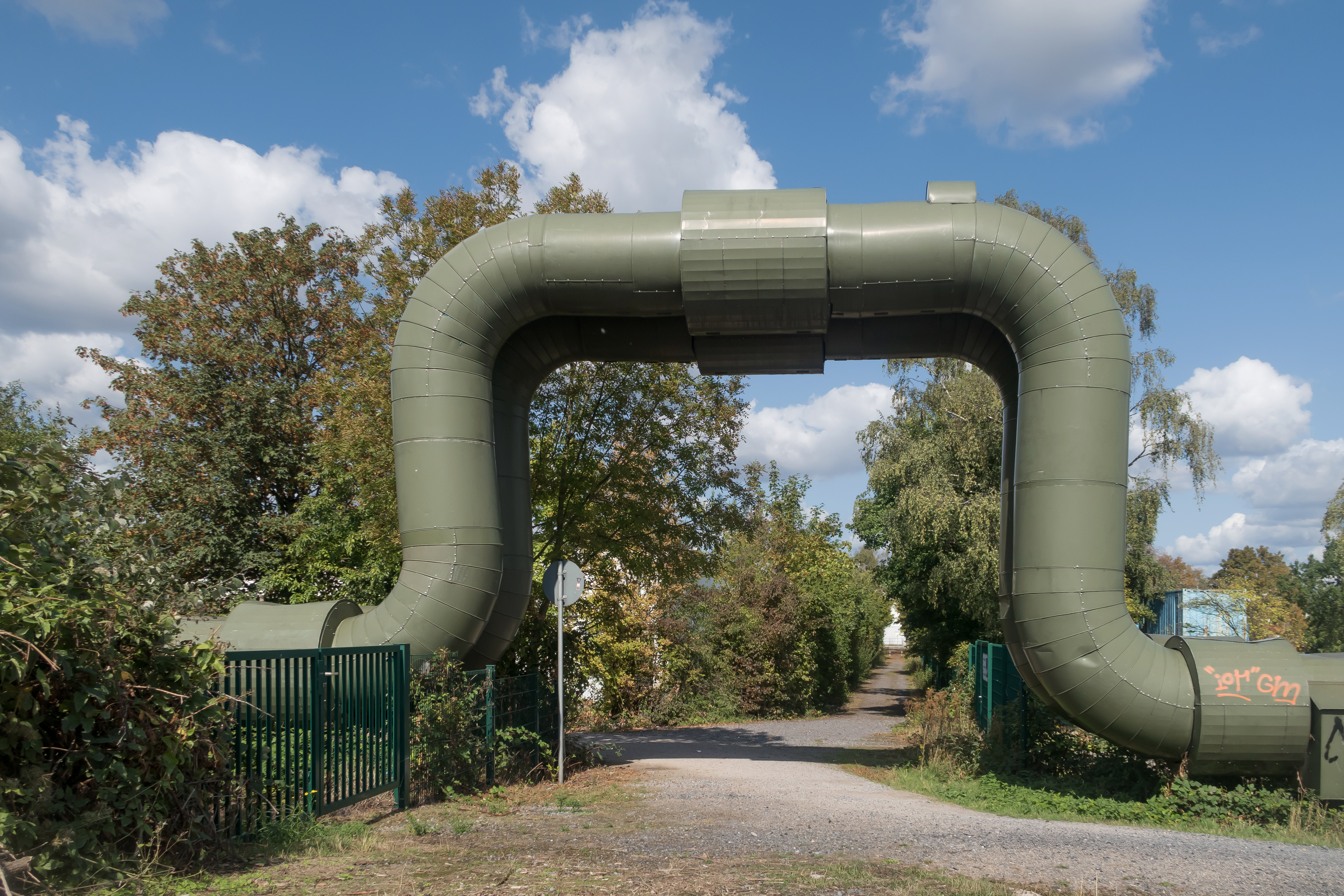
Erle, leiding langs de Emscher